# Traditionen des Hochstifts Brixen

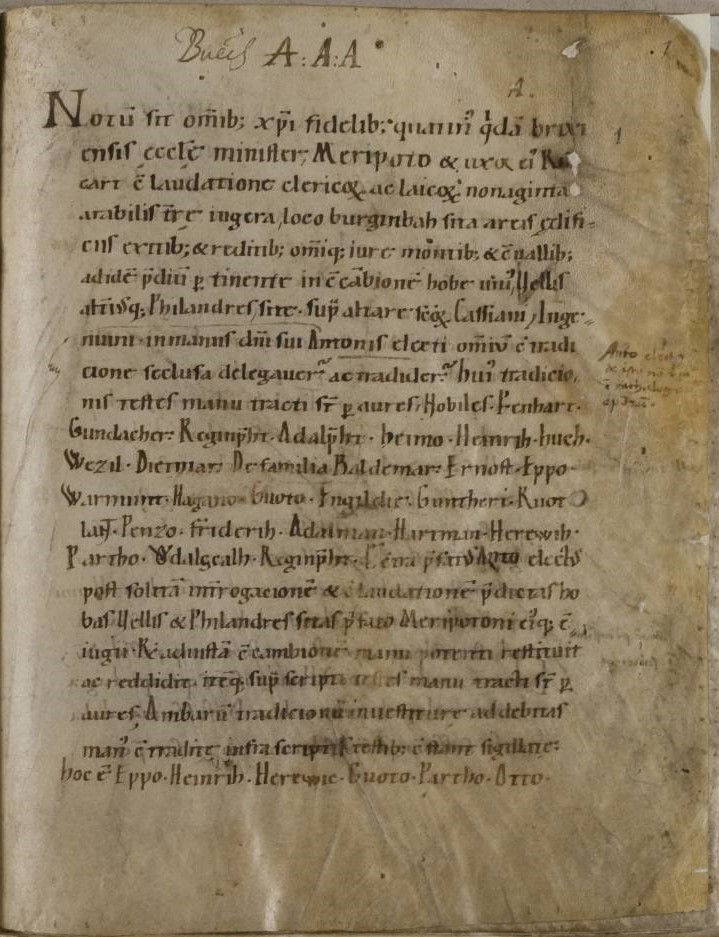
Das Traditionsbuch des Hochstifts Brixen A (Cod. 139), fol. 1r, ausgehendes 10. Jh.

Die Traditionen des Hochstifts Brixen umfassen urkundenförmige Besitzübertragungen (lat. traditiones) des Hochstifts Brixen aus dem 10. bis 14. Jahrhundert.

## Geschichte, Inhalt und Überlieferung
Die „Traditionen des Hochstifts Brixen“ liegen als zwei Traditionsbücher vor, einer für geistliche Institutionen im süddeutsch-österreichischen Raum typischen Form des Kopialbuchs, d. h. Handschriften mit Urkundenabschriften. Beide Kodizes werden vom Staatsarchiv Bozen verwahrt.
Im Detail handelt es sich um die folgenden Handschriften:
- Cod. 139 (A), der ältere Kodex, angelegt unter Bischof Meginbert mit Aufzeichnungen ab 907, 68 Blätter unterschiedlichen Formats umfassend, die zu sechs Heften gebunden sind; die Aufzeichnungen liegen teilweise in doppelter Ausführung vor, einmal für den Bischof, zum anderen für das Domkapitel.
- Cod. 146 (B), der jüngere Kodex, angelegt unter Bischof Altwin ab 1049, bis 1362 reichend und inhaltlich vollständiger, 188 Blätter umfassend.

Beide Traditionsbücher umfassen insgesamt 743 Einträge (Erwerbungen, Verkäufe, Tauschhandlungen), die von verschiedenen Händen des 10. bis 14. Jahrhunderts verfertigt worden sind. Die jüngeren Einträge von Cod. B gehen ab dem 13. Jahrhundert, dem Abklingen des Traditionsbuchwesens entsprechend, nach und nach in urbarielle Aufzeichnungen über. Die beiden, sekundär verfertigten Einbände stammen aus der Mitte des 17. Jahrhunderts und weisen am Umschlag Altetiketten des Haus-, Hof- und Staatsarchivs in Wien auf, das die Handschriften nach der Säkularisation Brixens 1803 bis zur Annexion Südtirols durch Italien 1919 und der damit verbundenen Auslieferung von Archivgut verwahrt hatte.
Eine singuläre, präzis datierte Einzelaktaufzeichnung vom 9. September 1067, die außerhalb der beiden Traditionsbücher überliefert ist, wurde 1915 von Oswald Redlich im Archiv von Schloss Hohenaschau (im Chiemgau) entdeckt und später publiziert. Darin vermachte ein Adeliger namens Gottschalk der Brixner bischöflichen Kirche Landbesitz samt Manzipien in Feldthurns und Bozen.